# Чемпіонат Швеції з хокею 1930
 Чемпіонат Швеції з хокею: 1930 — 9-й сезон турніру з хокею з шайбою, який проводився за кубковою системою. 
Переможцем змагань став клуб ІК «Йота» (Стокгольм).

## Турнір

### Кваліфікація
- УоІФ «Маттеуспойкарна» (Стокгольм) - ІК «Гермес» (Стокгольм) 4:0

### Чвертьфінал
- Седертельє СК - Нака СК 2:0
- АІК Стокгольм - «Карлбергс» БК (Стокгольм) 7:0
- ІК «Йота» (Стокгольм) - «Гаммарбю» ІФ (Стокгольм) 3:0
- «Юргорден» ІФ (Стокгольм) - УоІФ «Маттеуспойкарна» (Стокгольм) 3:1

### Півфінал
- Седертельє СК - АІК Стокгольм 2:3
- ІК «Йота» (Стокгольм) - «Юргорден» ІФ (Стокгольм) 3:1

### Фінал
- АІК Стокгольм - ІК «Йота» (Стокгольм) 0:2